# Bild mit rotem Fleck
Bild mit rotem Fleck (« Tableau à la tache rouge ») est un tableau peint par Vassily Kandinsky en 1914. Cette peinture à l'huile sur toile est conservée au musée national d'Art moderne, à Paris.